# Jurgamysch
Jurgamysch (russisch Юргамы́ш) ist eine Siedlung städtischen Typs in der Oblast Kurgan in Russland mit 7616 Einwohnern (Stand 14. Oktober 2010). 6465 Einwohnern (Stand 2021).

## Geographie
Der Ort liegt gut 50 km Luftlinie westlich des Oblastverwaltungszentrums Kurgan im südwestlichen Teil des Westsibirischen Tieflands. Er befindet sich etwa 8 km vom linken Ufer des namensgebenden Flusses Jurgamysch entfernt, der in ostsüdöstlicher Richtung dem Tobol zufließt.
Jurgamysch ist Verwaltungszentrum des Rajons Jurgamyschski sowie Sitz der Stadtgemeinde (gorodskoje posselenije) Jurgamyschski possowet. Zur Gemeinde gehören außerdem die Dörfer Iljinka (3 km südlich) und Permjakowka (5 km südwestlich) sowie die Siedlungen Niwa (3 km südwestlich) und Nowy Mir (5 km südöstlich).

## Geschichte
Der Ort entstand im Zusammenhang mit dem Bau der Transsibirischen Eisenbahn ab 1891. Dieses Jahr gilt auch als Gründungsjahr, obwohl die Station erst 1894 fertiggestellt wurde. Station und Ort wurden nach dem nahen Fluss benannt. Der Name ist turksprachiger Herkunft und bezeichnet einen „sumpfigen Ort“. Bis in die 1920er-Jahre blieb Jurgamysch unbedeutend, wurde jedoch am 27. Februar 1924 Verwaltungssitz eines nach ihm benannten Rajons. Seit 12. Februar 1944 besitzt es den Status einer Siedlung städtischen Typs.

### Bevölkerungsentwicklung
| Jahr | Einwohner |
| ---- | --------- |
| 1916 | 259       |
| 1939 | 3815      |
| 1959 | 6696      |
| 1970 | 7967      |
| 1979 | 8574      |
| 1989 | 9078      |
| 2002 | 8070      |
| 2010 | 7616      |

Anmerkung: ab 1939 Volkszählungsdaten

## Verkehr
Jurgamysch liegt an der ursprünglichen Strecke und heutigen Südroute der Transsibirischen Eisenbahn Samara – Tscheljabinsk – Omsk (Streckenkilometer 2302 ab Moskau), die auf diesem Abschnitt 1896 regulär eröffnet wurde und seit 1957 elektrifiziert ist.
Nördlich wird die Siedlung von der föderalen Fernstraße R254 Irtysch (ehemals M51) umgangen, die Tscheljabinsk mit Nowosibirsk verbindet, Teil der transkontinentalen Straßenverbindung und auf diesem Abschnitt zugleich Teil der Europastraße 30 ist. Bei Jurgamysch zweigt die Regionalstraße 37K-0011 ab, die den Ort durchquert und in das südlich benachbarte Rajonzentrum, die Stadt Kurtamysch, führt.